# Milovan Miković
Milovan Miković (Subotica, 17. srpnja 1947. - 2021.), bio je hrvatski književnik iz Vojvodine. Pisao je pjesme, pripovijetke, romanesknu prozu, književne kritike, romane, eseje, studije, rasprave te publicističke tekstove. Pisao je i pod pseudonimima Jakov Basch i Samu Kertész.

## O Mikoviću
Rođen je 1947. u Subotici, gdje završava osnovnu i srednju školu.  Jednim je od utemeljitelja Radio Subotice (1968.), gdje je isprva spiker-novinar, potom novinar, te urednik, a potom glavni i odgovorni urednik programa na „srpsko-hrvatskom” jeziku, do ožujka 1983., kada postaje zaposlenik Novinsko-izdavačkog poduzeća Subotičke novine, u komu je urednik književnog časopisa Rukovet (1983. – 1994.), a od travnja 1992. je glavni i odgovorni urednik - od siječnja 1994. također i ravnatelj - do listopada 2003. godine. Od 2004. do 2021. bio je glavni urednik književnog časopisa Klasje naših ravni, uredivši 56 svezaka, a od rujna 2005. do 2013. i urednik Nakladničke djelatnosti Novinsko izdavačke ustanove Hrvatska riječ.

## Književni rad
Prve pjesme stvara i objelodanjuje 1965., a pjesničke, prozne tekstove i kritiku objavljuje u književnoj periodici od 1967. godine. Prvu knjigu, pjesničku zbirku Ispitivanje izdaje objavio je 1989. godine, i od tada do danas je, sveukupno s ponovljenim izdanjima, objavio 22 knjige. U mladosti je pisao na srpskom jeziku, a prve tekstove napisane standardnim hrvatskim jezikom objavljuje od početka devedesetih godina. Piše i dijalektnu poeziju, na novoštokavskoj bačkoj bunjevačkoj ikavici. Od nje valja spomenuti poemu Avaške godine, čije je prvo izdanje tiskano u Rijeci 1991., a peto prošireno izdanje objavljeno je u Zagrebu nakladom Dore Krupićeve, 2005. Poznat je kao briljantni esejist. Napisao je tri velike knjige eseja, studija, rasprava i kritika. Suradnik je Leksikografskog zavoda Miroslav Krleža, na projektu Hrvatske književne enciklopedije i Vojvođanske akademija nauka i umetnosti na projektu Enciklopedije Vojvodine. Za svoj književni rad dobio je Antušovu nagradu (1999.) i Nagradu Dr Ferenc Bodrogvári za knjigu iz 1999. Život i smrt u gradu (2000.). Kasnije je bio i predsjednikom Komisije za dodjelu Nagrade i Priznanja «Dr. Ferenc Bodrogvari». Dobitnik je i «Nagrade Dušan Lopašić» za uređivanje časopisa Klasje naših ravni, Nagrade za životno djelo na području književnosti, Nagradu Antun Gustav Matoš, za najbolju knjigu poezije od 2014. do 2016. i dr.
Urednik je književnog časopisa subotičkog ogranka Matice hrvatske Klasje naših ravni. Kao nakladnik i urednik objavio je preko 150 književnih djela, mahom u NIP Subotičke novine, NIU Hrvatska riječ i Katoličkom institutu za kulturu, povijest i duhovnost i dr. 
Svojim pjesmama je zastupljen u: Lipe riči, zbornik, Zagreb 1994, str. 62-63;, Antologija najlepših pesama o ljubavi, I–V, Velika tajna, što ju je pripremio i uredio Pero Zubac, IV tom, Beograd 1997, 37–39;, Mostovi prijateljstva, zbornik, pripremila i uredila Milka Knežević, Varaždin, 2008., str. 307. – 308;, Budi svoj, izbor suvremenog hrvatskog pjesništva, Vijenac, 2009., broj. 400., str., te je 2009. ušao u antologiju poezije nacionalnih manjina u Srbiji Trajnik, koju je priredio makedonski pjesnik iz Srbije Risto Vasilevski). Član je Društva hrvatskih književnika i Društva književnika Vojvodine.

## Djela
- Ispitivanje izdaje (zbirka pjesama), 1989.
- Iza ne (zbirka pjesama), 1990.
- Avaške godine- krhotine poeme u nastajanju (zbirka pjesama), 1991. (dva izd. 1992., 4. dop. izd. 1993., 5. dop. izd. 2005.)
- Az árulás vizsgálata (zbirka pjesama), 1991.
- Metež (zbirka pjesama), 1992.
- Praznina (zbirka pjesama), 1993.
- Koreni stvari (zbirka pjesama), 1996.
- Grad je reč (eseji), 1996.
- Život i smrt u gradu (eseji), 1999.
- Iznad žita nebo (eseji), 2003.
- Slušaj; zemlja, riječi, (poezija), 2007.
- Razgovori s Antom Sekulićem, (zajedno s Andrijom Kopilovićem), 2008.
- Roman u književnosti Hrvata u Vojvodini, (antologija, obuhvaćeni su hrvatski romanopisci u Vojvodini od 1875. godine), 2008.
- Jedući srce žive zvijeri (pjesme), 2014.
- Prah obiteljske srebrnine, (pjesme), 2015.
- Otići nekamo (roman). 2017.
- Nocturno (roman). 2018.
- Motrišta, rasprave, ogledi (izabrani radovi), 2019.
- Limes (romaneskna trilogija: Potonulo ušće, Nocturno, Otići nekamo) - ulomci tiskani u književnoj periodici
- Navodi o subotičkom kazalištu od 1747. u: Klasje naših ravni (dalje KNR), 7-8, 2007., 67. – 88; – KNR, 9-10, 2007., 85. – 105; – KNR,11-12, 2007., 103. – 120; – KNR,1-2, 2008., 83. – 103; – KNR, 3-4, 2008., 89. – 105; – KNR, 5-6, 2008., 88. – 103; – KNR, 7-8, 2008., 92. – 112; – KNR, 9-10, 2008., 103. – 113; – KNR, 11-12, 2008., 108. – 114; – KNR, 1-2, 2009., 98. – 109; – KNR, 3. – 4., 2009., 101. – 110; – KNR, 5. – 6., 2009., 110. – 114; – KNR, 7. – 8., 2009., 110. – 114; – KNR, 9. – 10., 2009., 106. – 113; – KNR, 11. – 12., 2009., 110. – 113; – KNR, 1. – 2., 2010., 109. – 120; – KNR, 3. – 4., 2010., 111. – 120; – KNR, 5. – 6., 2010., 113. – 120; – KNR, 7. – 8., 2010., 115. – 120; – KNR, 9. – 10., 2010., 116. – 120; – KNR, 11-12., 2010., 110. – 120; – KNR, 1. – 2., 2011., 112. – 120; – KNR, 3. – 4., 2011., 102. – 117.

## Priredio
- Ante Sekulić, Izabrane pjesme, Subotica, 2004.
- Ante Sekulić, Bilješke iz književnosti 1953.-1963., Subotica, 2010.
- Ante Sekulić, Prilozi povijesti hrvatske književnosti, Subotica, 2011.
- Matija Poljaković, Izabrane drame, Subotica, 2008.
- Matija Poljaković, Izabrane drame, 2. Subotica, 2010.
- Matija Poljaković, Izabrane drame, 3. Subotica, 2011.
- Ljubica Kolarić-Dumić, Uz baku je raslo moje djetinjstvo, Subotica, 2011
- Ante Jakšić,  Izbor iz sonetnog opusa, Subotica, 2012.
- Ante Jakšić, Soneti, Zagreb, 2012.
- Jakov Kopilović, Molitve vremena sadašnjeg, Subotica, 2012.
- Matija Molcer, Označena tišina, Subotica, 2012.
- Lazar Francišković, Eseji, Subotica, 2012.
- Ante Sekulić, Jezikoslovne rasprave, Subotica, 2015.

## Prijevodi
Cjelokupno do sada tiskano Mikovićevo pjesničko djelo preveo je na mađarski jezik Matija Molcer, a dio njegova opusa na njemački jezik preveli su Matija Molcer, prof. Gašpar Ulmer i dr. Marthe Pfeiffer. Na engleski jezik Mikovićevu poeziju i druge tekstove prevodili su prof. Matija Štefko, Brana Lišić i prof. Marjorie Boulton, a na ruski jezik prof. Eva Pavletić. Prozu, eseje i publicistiku na mađarski jezik prevodili su: Ildikó Lovas, István Brasnyó, Tibor Mácsai, dr. György Papp i dr. Prijevodi na esperanto Đorđe Dragojlović.

## Izabrani radovi
Izabrani radovi
1983.
- Istoriografija nije jednosmerna ulica, razgovor s dr. Perom Damjanovićem, Rukovet 4/1983, 77-92 (zajedno s M. Popadićem)
- Do Akonkagve i nazad, razgovor s Tiborom Sekeljom, Rukovet 5/1983,  60-72. (sa P. Vukovim)

1984.
- Budite mirni i nemirni, razgovor s dr. Draškom Ređepom, Rukovet 4/1984,  383-400 (zajedno s B. Kovačevićem)

1985. 
- Oktobar, godine, pesme, Rukovet 5/1985,  453-454.
- Izazov prevazilaženja, Rukovet 3/1985,  202-204.
- Opčinjenost rečima, razgovor s Vesnom Parun, Rukovet 4/1985,  361-369.
- Časopis od postojećeg ka mogućem, Rukovet 5/1985,  447-461.

1986.
- Između starog i novog pozorišta, Rukovet 1/1986, strana 12-17.
- Smrt tragedije ili Šekspir pred slikom raspadnutog sveta, Rukovet 4/1986,  318-322.
- Tragajući za odgovorima, Rukovet 5/1986,  407-409.
- Pohod iz sveta plesa, razgovor s Nadom Kokotović, Rukovet 6/1986,  403-515.

1988.
- Nedovršeni razgovor s Balintom Vujkovim, Rukovet 2/1988,  197-216.

1989. 
- Može li se napustiti laž, razgovor s Péterom Esterházyijem, Rukovet 1/1989,  130-135.
- Tragovi i znaci, razgovor s Belom Durancijem, Rukovet 2/1989,  285-297.

1994.
- Slike otvaranja u simbolima predanja, Rukovet 6-7/1994,  29-32.

1995.
- Opera i balet na subotičkoj sceni od 1951. do 1953/54. godine, Rukovet, 1-2-3/1995,  26-32.
- Nešto nas još uvek održava u životu, a mi ne znamo pouzdano šta je to, Rukovet, 4-5-6/1995,  21-24.
- Isprekidani kontinuiteti subotičkih književnih listova i časopisa, Rukovet, 7-8-9/1995,  1-12.
- Sećaju se minulog života mali i veliki, Rukovet, 10-11-12/1995,  36-39.

1996.
- Strane reči u ikavskom izrazu (I-VII), Žig, br. 42, 10. II 1996.
- Dug i mučan povratak Artura Munka, Rukovet, 4-5-6/1996,  12-15.
- Életjel, mi, akik itt élünk, és a világ, Életjel, évkönyv 6, 217-219.
- Szabadka város törtenete, Életjel évkönyv 6, 318.
- Régi tanítványok, elmúlt emlékezve - Túri Gábor fordítása (tanulmány), Üzenet, 1996, szeptember, XXVI. évf., 9. szám, 536-543
- Beleške uz dramsko delo čitano - njegovim odbacivanjem, Rukovet, 10-11-12/1996., 18-19.

1997. 
- Valójában miért is rombolták le a Behringer-kastélyt (Boško Krstić: Kastel Beringer), Üzenet, 1997. május-június, XXVII. évfolyam, 5-6. szám, 386-391.
- Danica – najstariji subotički godišnjak, Rad je pročitan na skupu Izdavačkog odjela Katoličkog instituta za kulturu povijest i duhovnost Ivan Antunović, održanom u čitaonici Gradske biblioteke u Subotici, 3. Ožujka 1997; Život i smrt u gradu, Subotica, 1999.,  5. – 16.

1998.
- O ljudima i zduhačima, Đorđe Kuburić: Gradovnik, Prosveta, Beograd 1997., Subotičke novine, LIII, 4. 30. I. 1998., 9.
- Pjesnički i znanstveni opus Ante Sekulića nezaobilazni prinos obrani kulturnih tečevina i očuvanja identiteta, pogovor uz knjigu u povodu šezdesete obljetnice pjesničkog i znanstvenog rada Ante Sekulića in: Marija Zaić Kubatović: Naš čovik, Katolički institut za kulturu, duhovnost i povijest «Ivan Antunović», Subotica, 1998., 131. – 138.
- A rothadt márványról, Tolnai Ottó: Rothadt márvány Jugoplasztika, Budapest 1997, Tóth Andrea fordítása, Üzenet, 1998. március, XXVIII. évfolyam, 3. szám, 107-113.
- Samovanja, šutnje i pjevanja Lazara Franciškovića, Rukovet, 1-2-3/1998.,  69. – 71., godište XLIV.
- Subotička književna glasila između dva svjetska rata, Tjedan Hrvata iz Vojvodine, Zagreb 15. – 21. lipnja 1998.,  52. – 63; Život i smrt u gradu, Subotica, 1999., 4,  17. – 35.
- Svjedočenje o sebi, svojemu vremenu i zavičaju, Korabljica, prinosi za povijest književnosti u Hrvata. Broj 4, godište VIII., posvećen Anti Sekuliću, Zagreb 1998.,  81. – 88.
- O epu «Slava» Blaška Rajića, Blaško Rajić: Slava, Subotica 1998.,  119. – 124. (pod pseudonimom Jakov Basch)
- Marko Peić «Javorova smrt» ep u dvajest jednom pivanju prema motivima epa ««Slava» Blaška Rajića, Marko Peić: Javorova smrt, Subotica 1998.,  119. – 124. (pod pseudonimom Jakov Basch)
- Prihvatanje drugosti – pohvala drugosti, Subotičke novine, 16. septembar 1998., broj 37.,  9.
- Pisma drži sve kajase, Rukovet, 7-8-9/1998.,  33. – 37.
- Smrt Grge Bajića, Rukovet, 10-11-12/1998.,  13. – 18.

1999.
- Smrt Grge Bajića, Orbis, časopis za književnost, umetnost i kulturu, Kanjiža, proleće 1999., god. IV., broj 1.,  23-29.
- Što nam, danas, znači A. G. Matoš? (rad pročitan na književnoj večeri posvećenoj A. G. Matošu, što ga je Književni klub «Miroljub» pri Katoličkom institutu za kulturu, povijest i duhovnost «Ivan Antunović» upriličio u HKC Bunjevačko kolo 5. kolovoza 1999. godine, u povodu «Dužijance '99.»)
- Az alázat és gátlástalan gôg között (részlet) Új kanizsai újság, VI. évf. (138) 18. szám, Kanizsa, 1999. szeptember 9., 3.
- Mrak, zima i glad na ispraćaju stoljeća i dočeku trećeg milenija, Subotičke novine, god. LIV., broj 37., 17. septembar 1999.,  9.
- Od poniznosti do jetkog prkosa i nazad, Orbis, časopis za književnost, umetnost i kulturu, Kanjiža, zima 1999., god,. IV., br. 4.,  5. – 10.
- O dekapitaciji, o mučnini, o mudrosti opstanka (rad pročitan je na I. redovitoj i svečanoj sjednici Skupštine HAD-a, 13. ožujka 1999. godine, u Velikoj vijećnici Gradske kuće u Subotici). Subotička Danica (nova), kalendar za 2000., god. LXXIX., Subotica, 1999.,  217. – 223.
- Tavankutske i druge pripovijesti, Čudan jendek i druge bunjevačke pripovitke, Katolički institut za kulturu, duhovnost i povijest «Ivan Antunović», Subotica 1999. 119. – 120.

2000.
- «Na lijepo mjesto zaveo me put», izlaganje na susretu «Hrvatski književnici iz Bačke u Društvu hrvatskih književnika», tribina «Srijedom u podne» DHK, 14. lipnja 2000. Sudionici: J. Buljovčić, L. Merković, M. Miković, A. Novakovića, A. Sekulić i T. Žigmanov.
- O filološkom, kritičarskom i prevoditeljskom radu mr. Josipa Buljovčića (rad pročitan pred učesnicima i gostima Likovne kolonije Bunarić, na salašu Paje Đuraševića, 19. kolovoza 2000., nakon čega je mr. Josip Buljovčić odgovarao na pitanja potpisnika i slušatelja).
- Razmeđe Blaška Rajića u rasvjeti jednog sjećanja s ljubavlju (rad tiskan kao recenzija uz knjigu S. M. Blaženke Vojnić Mijatov: Mile uspomene, Subotica, 2000.,  121. – 138.)
- Razlozi koji nalažu pokretanje književnog časopisa za Hrvate u SRJ, CMK informator, Novi Sad, 17. decembar 2000.,  7. – 11. (Pretiskano u spec. prilogu tjednika Odgovor, Kontakt Hrvatska, broj 13, januar 2001.,  12. – 13.

2001.
- O jednom pokušaju odstranjivanja zavičajne bajke i njenoj zamjeni odsječkom stvarnosti, Snješka Souček: Felice spechiamento/Sretno zrcaljenje, Bari, 1995. Rukovet, broj 5. – 6.-7./2001., god. XLVII.,  83.

2002.
- Background operation, KNR, 1. – 2., 2002., 39. – 42.
- Blagi smiješak i lijepe riječi – prof. Bela Gabrić, KNR, 1. – 2., 2002., 81. – 82.
- Ta riječ, ipak traje – mr. Josip Buljovčić, KNR, 1. – 2., 2002., 83. – 84.
- Znalac trajnih vrednota iz prošlosti Bačke – Gašpar Ulmer, KNR, 1. – 2., 2002., 86. – 87.
- 200. obljetnica rođenja bana Josipa Jelačića, KNR, 1. – 2., 2002., 88. – 89.
- Svijet na platnima Stipana Kopilovića (1877. – 1924.), KNR, 1. – 2., 2002., 109. – 110.
- Književnost Hrvata u Bačkoj – nestajanja i nastajanja u obzoru njene oksimoronske prirode, Hrvatski znanstveni zbornik, Pečuh, 2001. – 2002., IV-V/1. – 2.,  14. – 23.
- Vrijeme kao prostor igre, CD s tekstovima prve i druge Virtualne kolonije magazina zEtna, kao i književne radionice četrdesetdevete i pedesete Kolonije književnika u Knjiži
- Književnost Hrvata u Bačkoj – nestajanja i nastajanja u obzoru njene oksimoronske naravi, KNR, 3. – 4., 2002., 37. – 45.
- Prvi suvremeni antologičar podunavskih Hrvata – Geza Kikić (1925. – 2002.), KNR, 3. – 4., 2002., 75.
- Roman u književnosti podunavskih Hrvata, KNR, 5. – 6., 2002., 5. – 14.

13. Pjevanje plaćeno životom, KNR, 5. – 6., 2002., 24. – 27. 
14. Nepotrošena moć riječi, KNR, 5. – 6., 2002., 66. – 74. 
- Čiste i jasne misli i djela, Marija Grasl (1942. – 2002.), KNR, 5. – 6., 2002., 82. – 83.
- Vrijeme kao prostor igre, CD s tekstovima prve i druge Virtualne kolonije magazina zEtna, kao i književne radionice četrdesetdevete i pedesete Kolonije književnika u Knjiži

2003.
- O opusu Balinta Vujkova kao nepristajanju na zaborav neponovljivog života, KNR, 1. – 2., 2003., 14. – 21.
- Krećući se nikamo – Uspavanka mraku * Kuća s velikim oknom * Lopovska pjesma * Moj ujače * Palićki trag praznine * Subotička utvrda u crnini noći,  KNR, 1. – 2., 2003., 52. – 55.
- Povratak izbrisanoga slikara – Gustav Matković (1922. – 1990.), 1. – 2., 2003., 107. – 109.
- Sedam romana hrvatske podunavske književnosti, između dva svjetska rata, KNR, 3. – 4., 2003., 3. – 16.
- Slušaj; zemlja, riječi, KNR, 5. – 6., 2003., 35. – 38.
- Pjesme tjeskobe i nade, Josip Dumendžić Šokačke radosti i tuge, Katolički institut za kulturu, povijest i duhovnost «Ivan Antunović», Subotica, 2002. (Hrvatsko Slovo, god. IX., broj 412., Zagreb, 14. ožujka 2003.,  24.)
- Knjiga o svecima, Stjepan Beretić Božji prijatelji s nama na putu, Katolički institut za kulturu, povijest i duhovnost «Ivan Antunović», Subotica, 2002. (Hrvatsko Slovo, god. IX., broj 414., Zagreb, 28. ožujka 2003.,  24.)
- Primati i uzvraćati ljubav, Lazar Novaković Pismo(a) Isusu Katolički institut za kulturu, povijest i duhovnost «Ivan Antunović», Subotica, 2002., (Hrvatsko Slovo, god. IX., broj 417., Zagreb, 18. travnja 2003.,  25.)
- O poraznoj svakodnevici, Vojislav Sekelj Uzmi dodaj, HKC Bunjevačko kolo, Subotica, 2002. (Hrvatsko Slovo, god. IX., broj 425., Zagreb, 13. lipnja 2003.,  24. – 25.

2004.
- O izboru jezika u djelima Balinta Vujkova, KNR, 1. – 2., 2004., 27. – 31.
- Bogatstvo, raznovrsnost i slojevitost djela A. G. Matoša, KNR, 1. – 2., 2004., 54. – 59.
- Prikaz hrvatskog nakladništva u 2003. godini, Subotička Danica (nova), Kalendar, 2004., 169. – 172.
- Samozatajni pjesnik i ustrajni znanstvenik, Hrvatsko Slovo, 27. veljače 2004.  25.
- Pregled hrvatskog nakladništva u 2003., KNR, 1. – 2., 2004., 71. – 74.
- Subotičko kazalište krajem pedesetih i početkom šezdesetih godina 20. stoljeća, KNR, 3. – 4., 2004., 39. – 48.
- O knjigama i drugim djelima (i činima) svestranog umjetnika P. Vojnića Purčara, KNR, 5. – 6., 2004., 26. – 28.
- Romanopisac nije etnočistunac, Subotičke novine, god. LIX, br. 48., 3. 12. 2004., 4.
- Mala protumadžarska pornografija, Hrvatska riječ, broj 77, 23. srpnja 2004.,  18. – 19.
- Kis magyarellenes pornográfia, Magyar Szó, 2004. augusztus 7.,8., szombat-vasárnap – Hétvége, V.
- Razgovor – nutarnje načelo zajednice, Zbornik radova o biskupu Lajči Budanoviću, Subotica, 2004.,  271.-.277.
- Szinházi lapok, Üzenet, 2004./1. XXXIV. évf., 25.
- Az 1941 és 1944 közötti időszak, Üzenet, 2004./1. XXXIV. évf., 26. – 29.
- Zenés-táncos darabok 1953/54, Üzenet, 2004./1. XXXIV. évf., 30. – 37.
- Duna-menti horvát irók művei, Üzenet, 2004./1. XXXIV. évf., 38. – 39.
- Megválaszolatlan kérdések, Üzenet, 2004./1. XXXIV. évf., 40. – 43.
- A Szabadkai Szinhaz az ötvenes évek végén a hatvanas ávek elején, Üzenet, 2004./1. XXXIV. évf., 44. – 50.

2005.
- Hrvatski roman u Bačkoj i Srijemu, KNR, 5. – 6., 2005., 3. – 8.
- Pjesnički trag proživljenoga, KNR, 5. – 6., 2004., 62. – 71.
- Roman, pripovijesti i drame Milivoja Prćića, KNR, 1. – 2., 2005., 57. – 59.
- Palimpsestni govor u djelima Balinta Vujkova, KNR, 3. – 4., 2005., 53. – 57.
- Kako predstaviti pjesnika Lazara Franciškovića, KNR, 3. – 4., 2005., 2005., 65. – 67.
- Tri balkanska poljupca, plus tri puta po tri riječi, KNR, 3. – 4., 2005., 90. – 95.
- Ovisnici o divoti rasula, KNR, 5. – 6., 2005., 95. – 107.
- U kamenu sačuvana predaja – dr. Csúszó Dezső, Könyőrgesünk szirhelyei I-II-III., Subotica, 2003., 2004., 2005., nakladom Életjela, KNR, 7. – 8., 2005., 106. – 107.
- Roman o varljivoj stalnosti, Subotičke novine, god. CXI, br. 2., 14. 1. 2005., 4.

2006.
- Ugasiti život stvoren za stoljeća, KNR, 3. – 4., 2006., 15. – 24.
- Neriješen slučaj nepoznatog Baloga * Predsmrtne slike svijeta, KNR, 5. – 6., 2006., 41. – 50.
- Prolegomena za antologiju dvadesetorice, ili tridesetorice? – ne i četrdesetorice?, KNR, 7. – 8., 2006., 33. – 43.
- Urbani aspekti hrvatskobunjevačkog kulturnog identiteta između lijeve obale Dunava i desne obale Tise, Urbani Šokci 1, Zbornik, Osijek 2006., 67. – 79.
- Kriteriji uređivačke politike časopisa KNR, 7. – 8., 2006., 109. – 113.
- Trljanja Blaška Rajića i Balinta Vujkova, KNR, 9. – 10., 2006., 85. – 91.
- Lazar Merković između životne i književne istine, KNR, 11. – 12., 2006., 3. – 19.

2007.
- Slijedi neminovna katarza – Razgovor s Antom Sekulićem, istaknutim hrvatskim književnikom i znanstvenikom, KNR, 1. – 2., 2007., 9. – 34.
- Jedino riječ ostaje, KNR, 5. – 6., 2007., 20. – 21.
- «Mi više ne postojimo?» – Željka Zelić, Bezdan, NIU Hrvatska riječ, Subotica 2006., KNR, 5. – 6., 2007., 57. – 59.
- Kolo igra, tamburica svira, piva Bačka … pripelica siva, Urbani Šokci 2, Zbornik, Osijek 2007., 237. – 243.

2008.
- O otvorenosti za razlike, KNR, 1. – 12., 2008., 64. – 66.
- Knjiga zavičajnog govora bačkih Hrvata, KNR, 5. – 6., 2008., 69. – 71.
- O prekovremenosti u romanu Prosjački banket Zvonka Sarića, KNR, 8. – 9., 2008., 72. – 74.
- Jurigini morski krajobrazi, KNR, 9. – 10., 2008., 120.

2009.
- Mnogostranosti Matije Molcera, KNR, 3. – 4., 2009., 117. – 120.
- Povezivanje rubova s maticom, KNR, 5. – 6., 2009., 6. – 16.
- Hrvatska književna panorama – danas, KNR, 7. – 8., 2009., 60. – 62.
- Divani iz Sonte Ruže Silađev, Subotička Danica (nova), Kalendar 2009.,  140. – 141.
- Putovanje kao metafora o nasilju, izolaciji i otuđenosti,  Hrvatska riječ, broj 307., 23. siječnja 2009.,  32. – 33.
- O hrvatskim književnim časopisima Bunjevačko kolo, Klasje naših ravni, Njiva i Rukovet, KNR, 11. – 12., 2009., 8. – 16.
- O glasilu subotičkog kazališta Naša pozornica – A mi színpadunk (A szabadkai színház Naša pozornica – A mi színpadunk című kiadványa, Pečuški horizont/Pécsi horizont, 2009./1., broj/szám:3,  55. – 58.

2010.
- Kultura i identitet vojvođanskih Hrvata, KNR, 1. – 2., 2010., 42. – 46.
- Jednom, KNR, 5. – 6., 2010., 31. – 33.
- Tražeći odgovore – O pjesništvu Matije Evetovića, KNR, 7. – 8., 2010., 48. – 51.
- Sadržaj časopisa za književnost, umjetnost i znanost «Klasje naših ravni» 1935. – 1944. i 1996. – 2001., KNR, 7. – 8., 2010., 90. – 101.
- Sadržaj časopisa za književnost, umjetnost i znanost «Klasje naših ravni» 2002. – 2010., KNR, 9. – 10., 2010., 86. – 100.
- Imenski registar časopisa Klasje naših ravni, KNR, 11. – 12., 2010., 70. – 87.

2011.
- O dvjema najnovijim knjigama Nace Zelića, KNR, 1. – 2., 2011., 39. – 40.
- Ante Jakšić, darovit, plodan, nepravedno zapostavljen, Marulić, 2., 2011., 130. – 144.
- O radu Uredništva «KNR», KNR, 3. – 4., 2011., 122. – 124.
- «Subotički hrvatski književni krug» u ozračju uredničkog i pjesničkog stvaralaštva Lazara Merkovića, KNR, 5. – 6., 2011., 22. – 36.
- O lijepom i poetološkom u pjesništvu Lazara Franciškovića, KNR, 7. – 8., 2011.
- Klasje naših ravni (2002. – 2011.) – zastupljeni autori i broj stranica, KNR, 7. – 8., 2011., 119. – 120.
- Dandanas još lutaju svijetom, KNR, 9. – 10., 2011., 57. – 80.
- Hrvatska književnost iz Vojvodine u dvama ozračjima – književno-kritičke prakse i bibliografske neosviještenosti, KNR, 9. – 10., 2011., 93. – 98.
- Jezičnost osobnog i povijesnog iskustva – O pjesništvu Vojislava Sekelja, KNR, 11. – 12., 2011., 72. – 81.
- Ukanjižen, KNR, 11. – 12., 2011., 101. – 102.
- O značajkama hrvatske književnosti u Vojvodini, KNR, 11. – 12., 2011., 105. – 109.
- Sustav osobnih imena kod vojvođanskih Hrvata, Iz riznice multijezičke Vojvodine – priredile: Danijela Stanojević i Svenka Savić, Pedagoški zavod Vojvodine, Novi Sad, 2011., 46. – 58

2012.
- Ante Jakšić, Izbor iz sonetnog opusa, (u povodu stote obljetnice rođenja) priredio M. Miković, KNR, 1. – 2., 2012., 3. – 42.
- O ostvarenosti vanjsko-unutarnje uzajamnosti u sonetima Ante Jakšića, KNR, 1. – 2., 2012., 55. – 61.
- Kako čitamo druge i kako oni čitaju nas, pjesništvo Lajče Perušića, KNR, 1. – 2., 2012., 91. – 96.
- Hrvatski pjesnički iziričaj u Bačkoj s kraja XIX. i početkom XX. stoljeća, KNR, 3. – 4., 2012., 55. – 78.
- Uz 150. obljetnicu rođenja Ante Evetovića Miroljuba, KNR, 5. – 6., 2012., 57. – 66.
- Poezija zvučne suverenosti, KNR, 5. – 6., 2012., 86. – 88.

2013.
- Starije hrvatsko bačko pjesništvo, KNR, 1. – 2., 2013., 30. – 40.

2014.
- Posuđenice u govorima bunjevačkih Hrvata nakon doseljenja u Bačku, Deveti Neretvanski književni, znanstveni i kulturni susret Petar Tutavac Bilić, Zbornik, Zagreb, 2014, 177. – 195.

## Vanjske poveznice
- Avaške godine, krhotine poeme u nastajanju by Milovan Miković, Published in 2005, Dora Krupićeva (Zagreb)
- HNV Srbije  Arhivirana inačica izvorne stranice od 7. listopada 2007. (Wayback Machine) zbirka pjesama na ikavici Milovana Mikovića Avaške godine
- Avaške godine[neaktivna poveznica]
- Iznad žita nebo  Arhivirana inačica izvorne stranice od 4. studenoga 2011. (Wayback Machine), autor Milovan Miković, ur. Katarina Čeliković i Branimir Donat, Hrvatska čitaonica (Subotica)/Dora Krupićeva - Zagreb, Subotica, stranice HNV RS, ISBN 86-84783-01-8, (COBISS.SR)
- [neaktivna poveznica]
- Članak u "Hrvatskoj riječi" Šest novih knjiga u hrvatskom kulturnom mozaiku
- [neaktivna poveznica] Susret pisaca i nakladnika na zagrebačkom Interliberu
- [neaktivna poveznica] Okrugli stol u Hrvatskoj matici iseljenika o Milovanu Mikoviću u povodu četrdesete obljetnice književnog rada
- [neaktivna poveznica] Round table at CHF about Milovan Miković
- [neaktivna poveznica] Pregled proze Hrvata u Vojvodini
- [neaktivna poveznica] Predstavljanje antologije Milovana Mikovića, Roman u književnosti Hrvata u Vojvodini
- [neaktivna poveznica]
- Vijenac br.400/2009.  Arhivirana inačica izvorne stranice od 17. srpnja 2009. (Wayback Machine) Budi svoj - Izbor iz suvremenoga hrvatskog pjesništva u Vojvodini (1990–2009)
- Subotica.info[neaktivna poveznica]  Predstavljanje zbirke pjesama Milovana Mikovića, Slušaj; zemlja, riječi - na tri jezika.
- Hrvatska riječ[neaktivna poveznica] Priznanje hrvatskoj knjizi izvan Hrvatske - razgovor s M. Mikovićem
- (srp.) Društvo književnika Vojvodine Milovan Miković
- Arhivirana inačica izvorne stranice od 22. veljače 2021. (Wayback Machine) Poeziji i prozi još nije isteklo vrijeme, jezik čovjeka čini
- Arhivirana inačica izvorne stranice od 26. siječnja 2021. (Wayback Machine) Održana književna večer Milovana Mikovića
- Web centar hrvatske kulture - Knjige i časopisi vojvođanskih Hrvata

- Geopolitika hrvatske književnosti. Poslovi i dani Milovana Mikovića (tavankutak jednoga političkog triangla), piše Branimir Donat